# Moravský Žižkov
Moravský Žižkov (německy Zischkow) je hanáckoslovácká obec v okrese Břeclav v Jihomoravském kraji. Leží mezi městem Velké Bílovice a obcí Prušánkami. Je jednou z nejmladších obcí okresu Břeclav. Do jejího katastru patří velké množství orné půdy, sadů a vinic. Žije zde přibližně 1 500 obyvatel.

## Historie

### Historie před založením
Na území obce byly objeveny důkazy o neolitickém osídlení, sídliště i hroby únětické kultury, žárové hroby kultury lužické, sídliště kultury mohylové, sídliště z doby římské a roku 1945 bylo nalezeno dokonce slovanské sídliště i s pohřebištěm. Jižně od nynější vsi byla v minulosti situována slovanská středověká ves Želetice, která byla roku 1370 nahrazena osadou Prechov, jež byla pojmenována po svém lokátorovi Přechu z Trčmačova.

### Události vedoucí k založení Žižkova
Břeclavské panství se po vymření hlavní rodové linie Lichtenštejnů dostalo na počátku 18. století do vlastnictví knížete Josefa Václava z Lichtenštejna. Ten svěřil správu břeclavského panství Janu Maxmiliánu Žižkovi, podle kterého dostal Žižkov své jméno. Založení Žižkova bylo řešením přelidnění a také mělo zajistit využívání panské půdy.

### Od francouzských válek po současnost
Francouzské války, zpočátku vedené mimo moravské území, díky jejich nákladnosti postihovaly poddaný lid hlavně zvýšenými daněmi. V letech 1805 a 1809 byly poddaní zatíženi daněmi, dodávkami potravin a píce a jejich dopravou, měli také povinnost dopravovat jiné náklady pro potřeby armády (např. střelivo) těmto cestám se říkalo daleké fůry. V roce 1848 v důsledku rozpadu patrimoniální správy se Žižkov stal součástí soudního okresu Břeclav. V době nacistické okupace byl Moravský Žižkov připojen k okresu Hodonín. Osvobození se Moravský Žižkov dočkal 15. dubna 1945, v průběhu osvobozovacích bojů bylo zabito přes 80 sovětských vojáků.

## Moravský Žižkov v datech
- 1732 první písemná zmínka
- 1792 osamostatnění Žižkova
- 1880 zřízen obecní hřbitov
- 1899 byl založen Spolek dobrovolných hasičů
- 1901 zřízení poštovního úřadu
- 1906 vystavěna obecní nemocnice
- 1911 obnova vinic, začalo se s pěstováním na amerických podložkách
- 1912 byla zřízena první obecní knihovna
- 1913 byl Žižkov přejmenován na Moravský Žižkov
- 1921 byla založena tělovýchovná jednota Sokol
- 1927 byla zavedena do Žižkova první telefonní linka

## Méně šťastné roky
- 1817 shořela značná část prechovského dvora
- 1839 vyhořelo (pravděpodobně přičiněním žháře) 49 domů, kovárna a 17 stodol
- 1866 příchod pruských vojsk na Moravu
- 1866 epidemie cholery
- 1886 v druhé polovině května přišly mrazivé noci, které zničily mladou révu
- 1890 vichřice – polámané stromy, zničená úroda, odnesené střechy
- 1893 vichřice s průtrží mračen, jež způsobila protržení rybníka a zaplavení několika domů
- 1914 (31. července) kvůli všeobecné mobilizaci bylo povoláno kolem osmdesáti žižkovských mužů ke svým útvarům
- 1914 (17. listopadu) rekvizice obilí; obec musela odevzdat 100 q pšenice
- 1917 epidemie španělské chřipky

## Obyvatelstvo
| Rok            | 1869 | 1880 | 1890 | 1900 | 1910 | 1921  | 1930  | 1950  | 1961  | 1970  | 1980  | 1991  | 2001  | 2011  | 2021  |
| -------------- | ---- | ---- | ---- | ---- | ---- | ----- | ----- | ----- | ----- | ----- | ----- | ----- | ----- | ----- | ----- |
| Počet obyvatel | 579  | 690  | 763  | 861  | 935  | 1 012 | 1 112 | 1 144 | 1 444 | 1 467 | 1 460 | 1 415 | 1 416 | 1 380 | 1 400 |
| Počet domů     | 92   | 113  | 122  | 135  | 159  | 168   | 227   | 276   | 316   | 340   | 368   | 424   | 413   | 457   | 502   |

## Obecní správa

### Obecní symboly
Znak a vlajka byly obci uděleny rozhodnutím předsedy Poslanecké sněmovny Parlamentu České republiky dne 9. prosince 2002.

## Pamětihodnosti
- Kostel Panny Marie Vítězné
- Kaple svatého Floriána

## Galerie

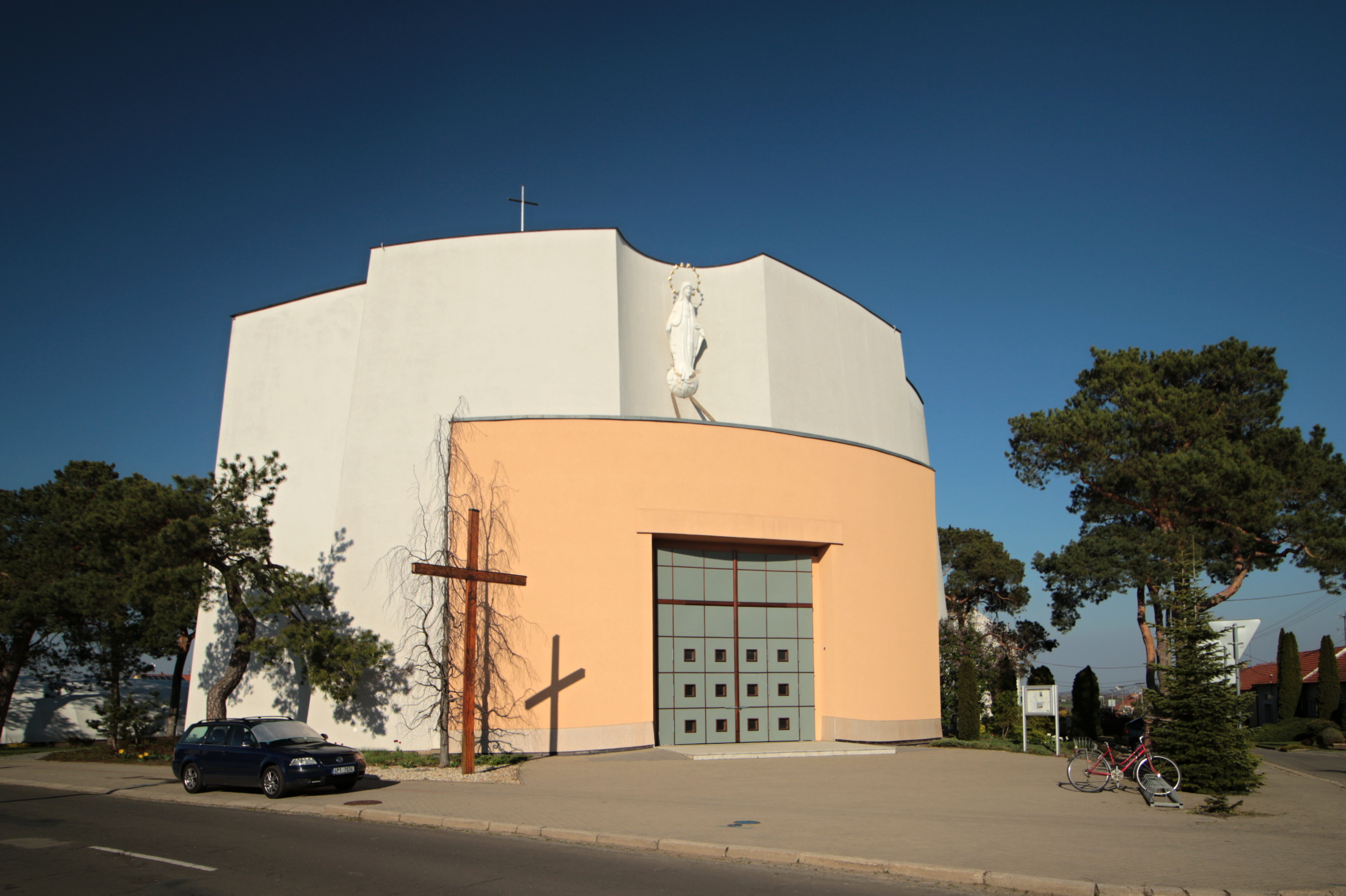
Novodobý kostel Panny Marie Vítězné
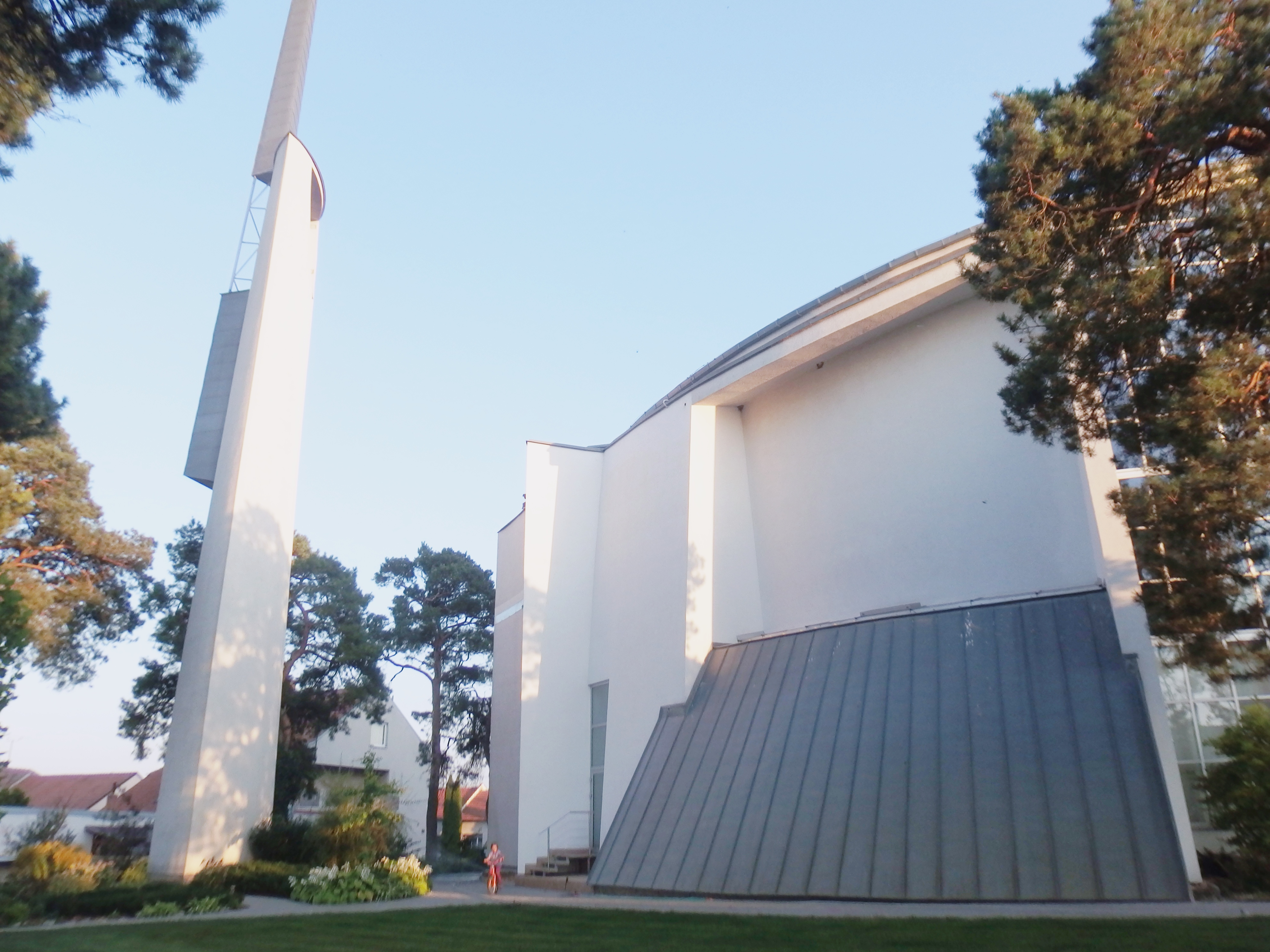
Novodobý kostel Panny Marie Vítězné
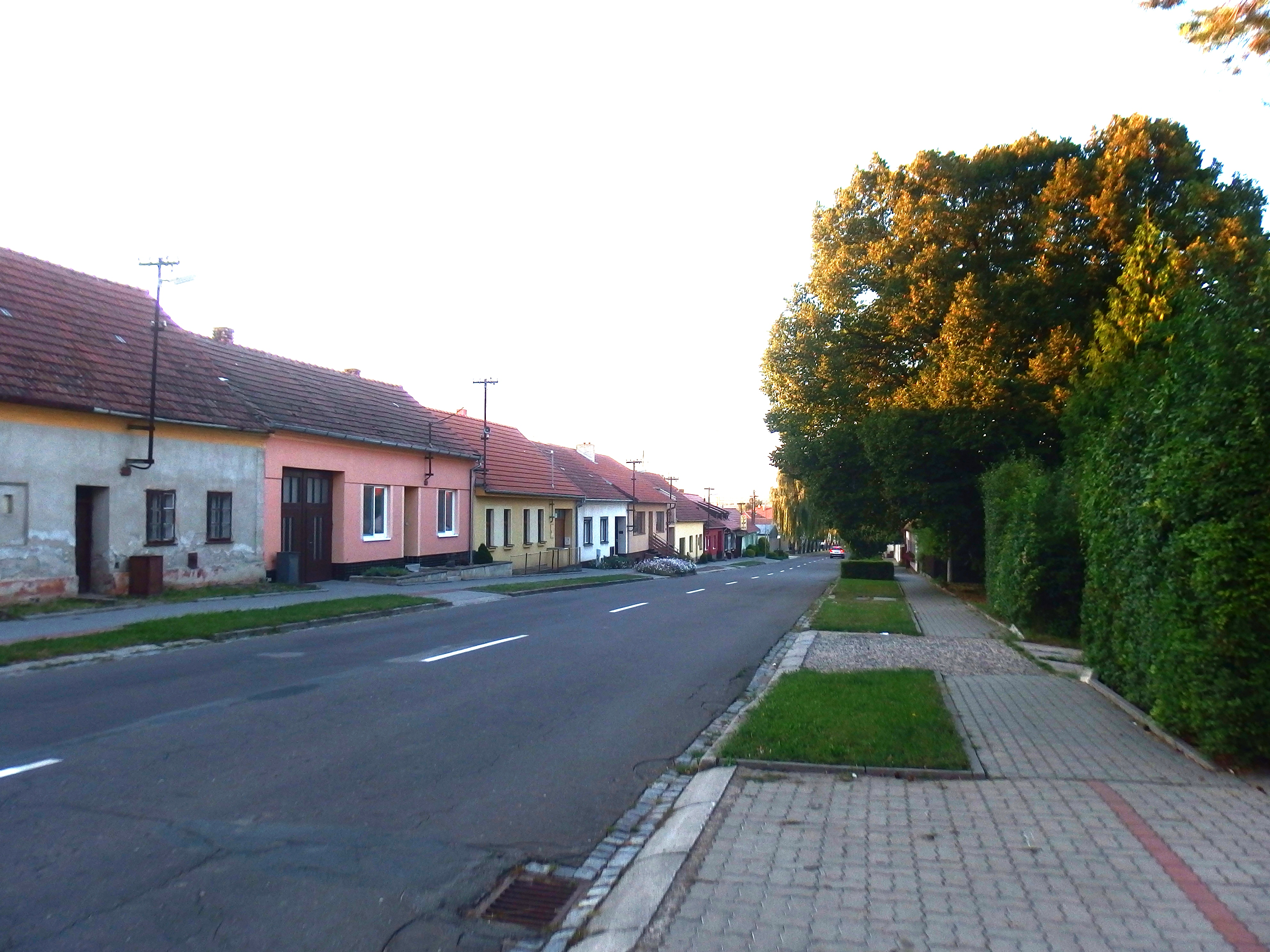
Ulice od kostela do centra
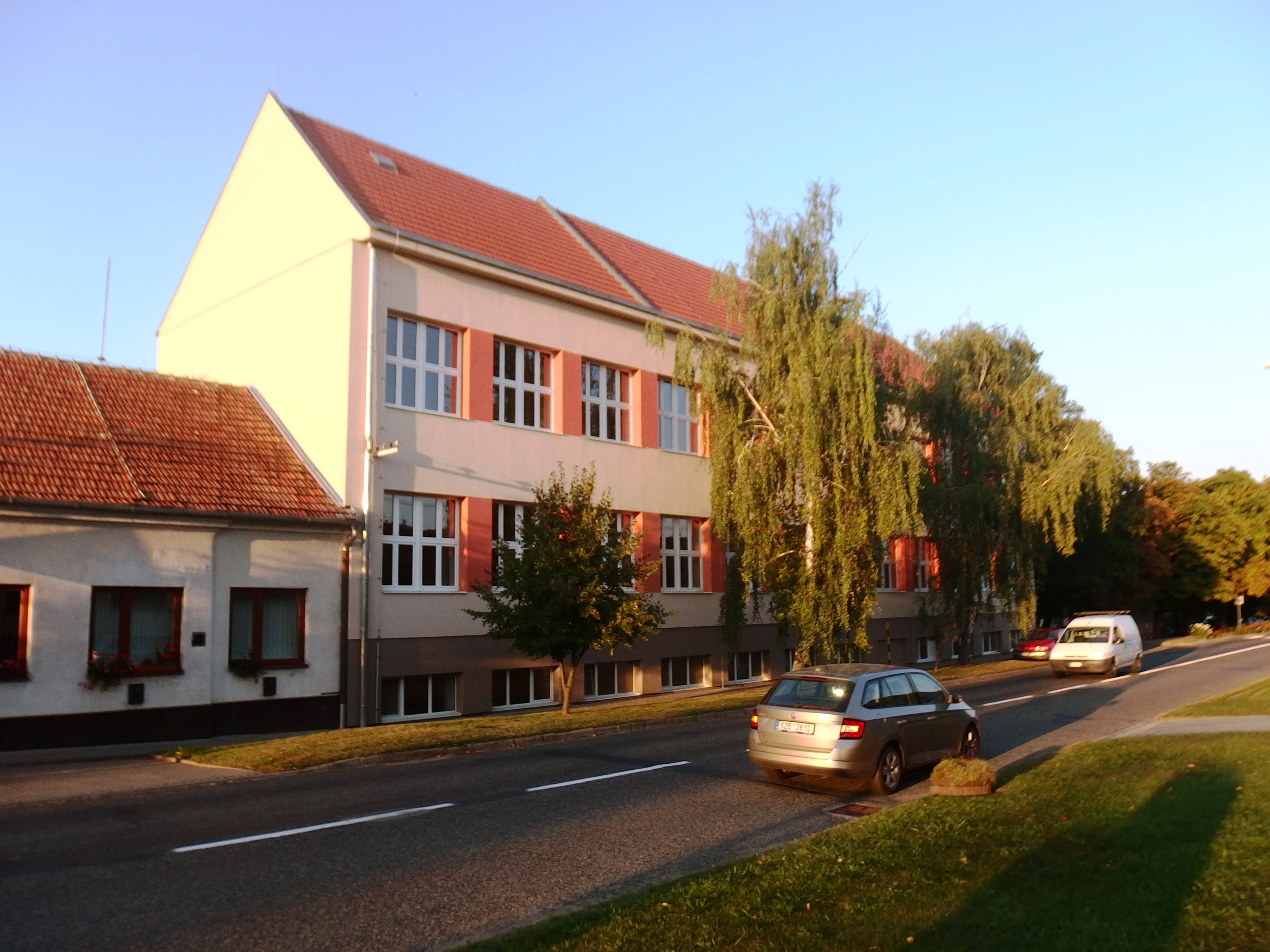
Základní škola
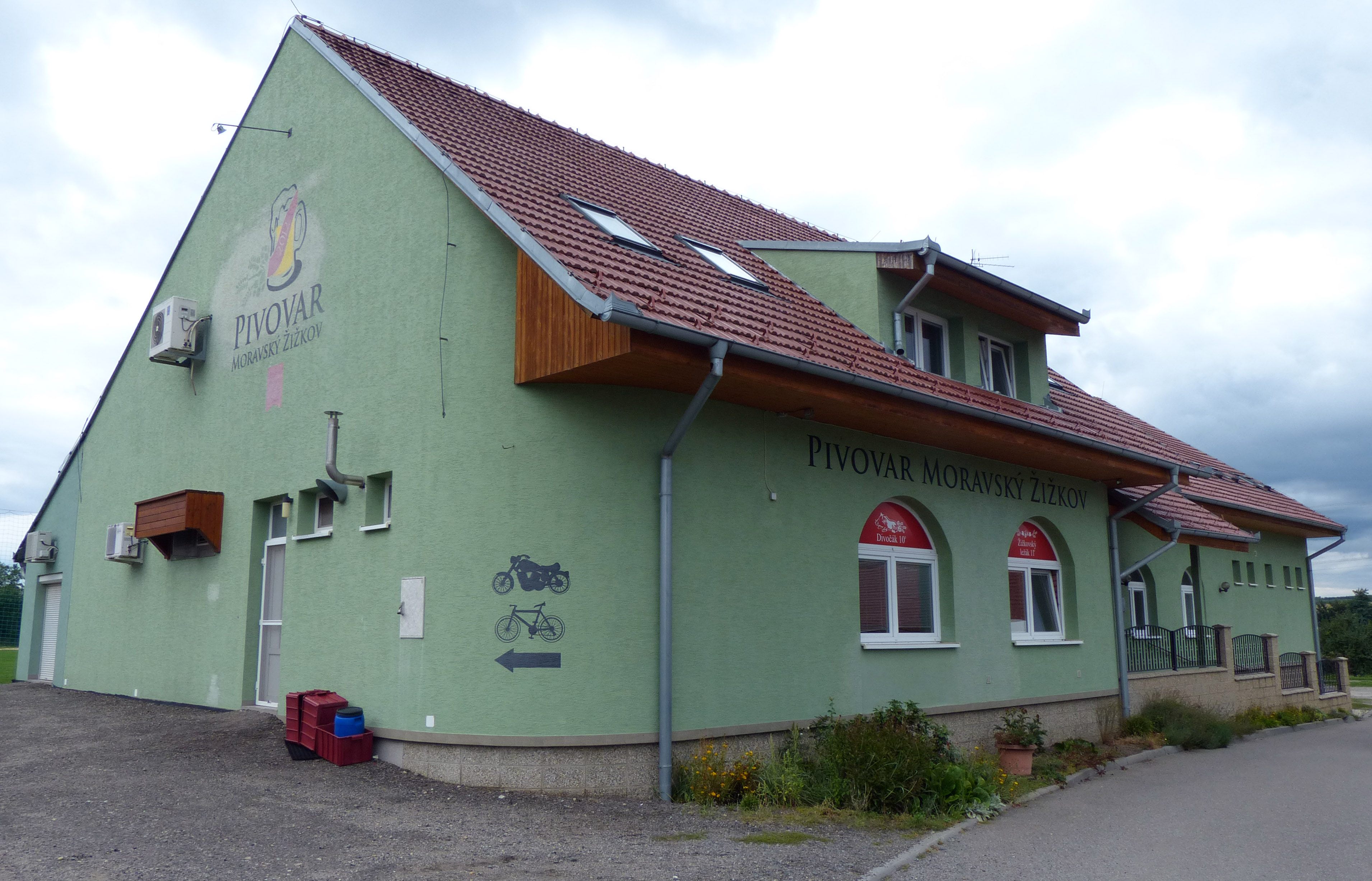
Pivovar Moravský Žižkov